# 伯特伦·威廉斯
伯特伦·威廉斯（英語：Bertram Williams，1876年12月18日—1934年1月24日），加拿大男子射击运动员。他曾代表加拿大参加1908年夏季奥林匹克运动会射击比赛，获得男子团体军用步枪铜牌。